# Jack Rollins
Jack Rollins (nombre de nacimiento Jacob Rabinowitz; Nueva York, 23 de marzo de 1915 – Nueva York, 18 de junio de 2015) fue un productor de cine y televisión estadounidense y mánager de cómicos y de celebrities de televisión. Su mayor éxito llegó en la década de los 50 cuando fue el representante artístico del actor y cantante Harry Belafonte. Rollins escribió la canción Man Piaba con Belafonte en su álbum de debut con la Mark Twain and other Folk Favorites para RCA Victor en 1954. En 1958 ayudó a crear y promocionar a la pareja cómica Nichols and May. Continuó ayudando a guiar las carreras de varios cómicos prominentes con su compañero Charles H. Joffe, comenzando en 1960 con Woody Allen y más tarde con Dick Cavett, Billy Crystal, David Letterman y Robin Williams. 
El trabajo de Rollins como productor de cine y televisión estuvo estrechamente ligado a los artistas que dirigía. Fue acreditado como productor ejecutivo en muchas de las películas dirigidas por Woody Allen desde 1969 hasta 2015. Desde 1970 a 1972 fue productor ejecutivo en el The Dick Cavett Show de la ABC y, de 1982 a 1992, fue productor ejecutivo de la serie de la NBC Late Night with David Letterman. Entre los dos shows, fue nominado a los Primetime Emmy Award en diez ocasiones.

## Filmografía

### Productor ejecutivo
Film 
| Año  | Título en español                                                              | Título original                                                           | Director                 |             |
| ---- | ------------------------------------------------------------------------------ | ------------------------------------------------------------------------- | ------------------------ | ----------- |
| 1969 | No te bebas en agua                                                            | Don't Drink the Water                                                     | Howard Morris            |             |
| 1969 | Toma el dinero y corre                                                         | Take the Money and Run                                                    | Woody Allen              |             |
| 1971 | Bananas                                                                        | Bananas                                                                   | Woody Allen              |             |
| 1972 | Sueños de seductor                                                             | Play It Again, Sam                                                        | Herbert Ross             |             |
| 1972 | Todo lo que siempre quiso saber sobre el sexo (y nunca se atrevió a preguntar) | Everything You Always Wanted to Know About Sex* (*But Were Afraid to Ask) |                          | Woody Allen |
| 1973 | El dormilón                                                                    | Sleeper                                                                   | Woody Allen              |             |
| 1975 | La última noche de Boris Grushenko                                             | Love and Death                                                            | Woody Allen              |             |
| 1976 | La tapadera                                                                    | The Front                                                                 | Martin Ritt              |             |
| 1977 | Annie Hall                                                                     | Annie Hall                                                                | Woody Allen              |             |
| 1978 | Interiores                                                                     | Interiors                                                                 | Woody Allen              |             |
| 1979 | Manhattan                                                                      | Manhattan                                                                 | Woody Allen              |             |
| 1980 | Recuerdos                                                                      | Stardust Memories                                                         | Woody Allen              |             |
| 1982 | La comedia sexual de una noche de verano                                       | A Midsummer Night's Sex Comedy                                            | Woody Allen              |             |
| 1983 | Zelig                                                                          | Zelig                                                                     | Woody Allen              |             |
| 1984 | Broadway Danny Rose                                                            | Broadway Danny Rose                                                       | Woody Allen              |             |
| 1985 | La rosa púrpura de El Cairo                                                    | The Purple Rose of Cairo                                                  | Woody Allen              |             |
| 1986 | Hannah y sus hermanas                                                          | Hannah and Her Sisters                                                    | Woody Allen              |             |
| 1987 | Días de radio                                                                  | Radio Days                                                                | Woody Allen              |             |
| 1987 | Septiembre                                                                     | September                                                                 | Woody Allen              |             |
| 1988 | Otra mujer                                                                     | Another Woman                                                             | Woody Allen              |             |
| 1989 | Historias de Nueva York                                                        | New York Stories                                                          | Segmento: Oedipus Wrecks |             |
| 1989 | Delitos y faltas                                                               | Crimes and Misdemeanors                                                   | Woody Allen              |             |
| 1990 | Alice                                                                          | Alice                                                                     | Woody Allen              |             |
| 1991 | Sombras y niebla                                                               | Shadows and Fog                                                           | Woody Allen              |             |
| 1992 | Maridos y mujeres                                                              | Husbands and Wives                                                        | Woody Allen              |             |
| 1993 | Misterioso asesinato en Manhattan                                              | Manhattan Murder Mystery                                                  | Woody Allen              |             |
| 1994 | Balas sobre Broadway                                                           | Bullets over Broadway                                                     | Woody Allen              |             |
| 1995 | Poderosa Afrodita                                                              | Mighty Aphrodite                                                          | Woody Allen              |             |
| 1996 | Todos dicen I love you                                                         | Everyone Says I Love You                                                  | Woody Allen              |             |
| 1997 | Desmontando a Harry                                                            | Deconstructing Harry                                                      | Woody Allen              |             |
| 1998 | Celebrity                                                                      | Celebrity                                                                 | Woody Allen              |             |
| 1999 | Sweet and Lowdown                                                              | Sweet and Lowdown                                                         | Woody Allen              |             |
| 2000 | Granujas de medio pelo                                                         | Small Time Crooks                                                         | Woody Allen              |             |
| 2001 | La maldición del escorpión de jade                                             | The Curse of the Jade Scorpion                                            | Woody Allen              |             |
| 2002 | Un final made in Hollywood                                                     | Hollywood Ending                                                          | Woody Allen              |             |
| 2003 | Todo lo demás                                                                  | Anything Else                                                             | Woody Allen              |             |
| 2004 | Melinda y Melinda                                                              | Melinda and Melinda                                                       | Woody Allen              |             |
| 2005 | Match Point                                                                    | Match Point                                                               | Woody Allen              |             |
| 2006 | Scoop                                                                          | Scoop                                                                     | Woody Allen              |             |
| 2007 | El sueño de Casandra                                                           | Cassandra's Dream                                                         | Woody Allen              |             |
| 2008 | Vicky Cristina Barcelona                                                       | Vicky Cristina Barcelona                                                  | Director: Woody Allen    |             |
| 2009 | Si la cosa funciona                                                            | Whatever Works                                                            | Woody Allen              |             |
| 2010 | Conocerás al hombre de tus sueños                                              | You Will Meet a Tall Dark Stranger                                        | Woody Allen              |             |
| 2011 | Midnight in Paris                                                              | Midnight in Paris                                                         | Director: Woody Allen    |             |
| 2012 | A Roma con amor                                                                | To Rome with Love                                                         | Woody Allen              |             |
| 2013 | Blue Jasmine                                                                   | Blue Jasmine                                                              | Woody Allen              |             |
| 2014 | Magia a la luz de la luna                                                      | Magic in the Moonlight                                                    | Woody Allen              |             |
| 2015 | Irrational Man                                                                 | Irrational Man                                                            | Woody Allen              |             |

 Televisión 
| Year      | Title                                                    | Notes                    |
| --------- | -------------------------------------------------------- | ------------------------ |
| 1969      | The Woody Allen Special                                  | Especial comedia         |
| 1969-1971 | The Dick Cavett Show                                     | 8 episodios              |
| 1982      | The Marx Brothers in a Nutshell                          | Documental de Television |
| 1982-1992 | Late Night with David Letterman                          | 263 episodios            |
| 1986      | David Letterman's 2nd Annual Holiday Film Festival       | Especial de televisión   |
| 1988      | Late Night with David Letterman: 6th Anniversary Special | Especial de televisión   |
| 1989      | Late Night with David Letterman: 7th Anniversary Special | Especial de televisión   |

### Como actor
| Year | Title                                     | Role             | Notes                | Ref.  |
| ---- | ----------------------------------------- | ---------------- | -------------------- | ----- |
| 1980 | To Woody Allen from Europe with Love      | Himself          | Documentary          | [ 3 ] |
| 1980 | Stardust Memories                         | Studio Executive |                      | [ 3 ] |
| 1984 | Broadway Danny Rose                       | Jack Rollins     |                      | [ 3 ] |
| 1996 | Nichols and May: Take Two                 | Himself          | Documentary, PBS     | [ 3 ] |
| 2004 | Funny Already: A History of Jewish Comedy | Himself          | TV-Movie documentary | [ 3 ] |
| 2011 | Woody Allen: A Documentary                | Himself          | Documentary, PBS     | [ 3 ] |